# Dæmos Rising
Dæmos Rising (auch: Daemos Rising) ist ein britischer Film aus dem Jahr 2004. Er ist ein Ableger der britischen Fernsehserie Doctor Who und handelt von der späteren UNIT-Kommandantin Kate Lethbridge-Stewart, die von dem Offizier Douglas Cavendish um Hilfe gebeten wird, als dieser von dem Dæmon Mastho kontrolliert wird.

## Handlung
Kate Lethbridge-Stewart erhält einen Anruf von dem ehemaligen UNIT-Offizier Douglas Cavendish. Dieser bittet sie, ihm zu helfen, denn er habe einen Geist gesehen. Kate macht sich auf den Weg zu Douglas Cavendish und findet schon bald heraus, dass Cavendish von dem Dæmon Mastho kontrolliert wird. Sie hilft Cavendish, sich von der Kontrolle des Dæmons zu befreien. Kate schafft es, den Dæmon mit ihren eigenen Ansichten von der Welt und dem Sinn des Lebens zu verwirren. Wenig später wird der Dæmon von einem Kult zu sich gerufen, die Bedrohung durch ihn ist vorerst abgewendet.

## Hintergrund
Dæmos Rising ist ein Ableger der Fernsehserie Doctor Who, der 2004 veröffentlicht wurde. Die Verfilmung basiert auf den Vorkommnissen der Doctor Who Episode The Dæmons und dem Film Downtime. So treffen Kate Lethbridge-Stewart und der ehemalige UNIT-Mitarbeiter Douglas Cavendish auf die Dæmons, die einst Kates Vater, Brigadier Alistair Gordon Lethbridge-Stewart, gemeinsam mit dem Doktor bekämpfte. Jedoch tritt der Doktor im Film nicht in Erscheinung. Die Hauptrollen in dem Film spielten Beverley Cressman und Miles Richardson. Miles Vater Ian Richardson war der Erzähler in dem Film. In den Film fließen auch Elemente der Time Hunter-Buchreihe von Telos mit ein. Keith Barnfather führte die Regie. Außerdem war er Produzent des Films. David J. Howe schrieb das Drehbuch.
2012 tauchte Dæmos Risings Hauptfigur Kate Lethbridge-Stewart erstmals auch in der regulären Doctor Who Fernsehserie auf. 2015 bekam Kate Stewart ihre eigene Hörspielreihe bei Big Finish.
Eigentlich sollte es einen Fortsetzungsfilm mit Kate Lethbridge-Stewart und Douglas Cavendish geben. Dieser sollte auf der Doctor-Who-Episode Image of the Fendahl basieren und den Namen Face of the Fendahl tragen. Das Drehbuch schrieb David J. Howe, und Keith Barnfather sollte die Regie führen. Jedoch trennten sich die Darsteller Beverley Cressman und Miles Richardson, und das Projekt wurde auf Eis gelegt. 2011 veröffentlichte Howe das bereits fertiggestellte Drehbuch in seinem Buch Talespinning.

## Veröffentlichung
2004 wurde Dæmos Rising auf DVD veröffentlicht. Im selben Jahr erschien der Soundtrack zum Film. Seit dem 11. Februar 2015 kann der Film per Video-On-Demand auf Vimeo angesehen werden.
Außerdem wurde Daemos Rising 2004 auf dem Sutton Film Festival gezeigt.
Im August 2019 wurde der Roman Dæmos Rising von Telos Publishing veröffentlicht. Dieser basiert auf dem Film und wurde von David J Howe geschrieben.

## Kritik
Gary Couzens von The Digital Fix erklärte, dass man der Produktion anmerken würde, dass sie billig produziert worden sei. Der Film würde nie richtig in Fahrt kommen und der Funke würde einfach nicht überspringen. Jedoch sei der Soundtrack zum Film beeindruckend. Er gab dem Film fünf von zehn Punkten und dem Soundtrack neun von zehn Punkten.
Richard McGinlay gab dem Film sieben von zehn Punkten. Er lobte die Computeranimation von dem Dæmon sowie die ausgewählten Drehorte. Diese seien beeindruckend. Das Drehbuch ginge sehr langsam voran, sei aber trotzdem atmosphärisch. Es sei schon wichtig, die klassischen Doctor-Who-Folgen, insbesondere die der UNIT-Ära, zu kennen, um den Film angemessen zu verstehen. Die Time Hunter-Buchreihe übe jedoch nur wenig Einfluss auf den Film aus und man müsse diese nicht gelesen haben.
Steven Hampton von Videos Vista meint, dass Dæmos Rising das Beste daraus mache, was einer Produktion mit so geringem Budget möglich sei. Allerdings mache sie vielleicht nicht das beste aus dem vielversprechenden Drehbuch. Die ergreifende Spannung aus dem Drehbuch sei in der Verfilmung nicht zu spüren. Hampton lobt insbesondere die Performance von Miles Richardson als Cavendish, dem traumatisierten Ex-Soldaten, der zu viel Unheimliches gesehen habe. Er zeige diesen als Mitleid-erregendes menschliches Wrack, der furchtsam in den Ecken stehe und in gequälte Tränen ausbreche. Der Film zeige eine überraschend reife Sicht auf die Auswirkungen von Alkoholismus, Depression und Einsamkeit. Jedoch sei es eine Schande, dass Beverley Cressman nicht mit Richardsons Tiefe und Hingabe zur Schauspielerei mithalten könne. Sie scheine niemals so bedroht oder ängstlich, wie sie es hätte sein müssen. Allerdings lasse sie die Szenen leichter wirken, indem sie guten Humor und Ungezwungenheit in diese hineinbringe.
Tim Knight von HeroPress bezeichnet Dæmos Rising als den besten inoffiziellen Doctor Who Ableger. Allerdings sei die Auflösung am Ende etwas enttäuschend. Beverley Cressman stelle die junge Kate Stewart sehr überzeugend dar. Außerdem würde Miles Richardson Darstellung von Cavendish mehr Interesse an dessen Leben und Vergangenheit wecken. So frage sich der Zuschauer, was zu dessen Austritt bei UNIT geführt habe und wie Cavendish zu dem Menschen geworden ist, der er in Dæmos Rising war.
Stuart Gutteridge von Pagefillers meint, dass David Howes Drehbuch insbesondere von der starken Charakterisierung der zwei Hauptfiguren profitiere. Außerdem seien die Performances von Beverley Cressman und Miles Richardson beeindruckend.